# 新疆科技学院
新疆科技学院是中华人民共和国的一所全日制本科公办普通高等学校，位于新疆维吾尔自治区巴音郭楞蒙古自治州库尔勒市。
2004年，新疆财经大学商务学院在乌鲁木齐市成立，性质为民办独立学院。2016年，学校搬迁至库尔勒市。2019年12月26日，独立设置为公办的新疆科技学院。